# Marián Labuda
Marián Labuda (ur. 28 października 1944 w Hontianskich Nemcach, zm. 5 stycznia 2018 w Bratysławie) – słowacki aktor.

## Życiorys
W 1965 roku ukończył Wyższą Szkołę Sztuk Scenicznych w Bratysławie. Laureat Czeskiego Lwa dla najlepszego aktora drugoplanowego w filmie Ogród.

## Filmografia
- 1985: Fałszywy książę
- 1986: Wsi moja sielska, anielska
- 1988: Anioł uwodzi diabła
- 1991: Schadzka z Wenus
- 1992: Smacznego, telewizorku
- 1993: Powrót Arabeli
- 1995: Ogród
- 1997: Orbis Pictus
- 1999: Wszyscy moi bliscy
- 2000: Pejzaż
- 2005: Obsługiwałem angielskiego króla
- 2010: Deszczowa wróżka jako Słońce